# IFK Hallsberg
IFK Hallsberg är en idrottsförening från Hallsberg i Närke som grundades 1908. I dag har föreningen verksamhet för tre idrotter: bowling[källa behövs], fotboll och ishockey. Föreningen har tidigare även bedrivit friidrottsverksamhet.

## Fotboll
Fotbollslaget spelade 2009 i division 5. Hemmaplan är Transtensvallen. En av de största meriterna är vinsten i länscupen 1992. En annan stor merit är avancemanget till final i Fastighetsbyrån-cup år 2009 där man på vägen bland andra besegrade det allsvenska laget Örebro SK i semifinal.
De mest kända fotbollsspelarna med IFK Hallsberg som moderklubb är Björn Nordqvist (som innehade världsrekordet för antalet landskamper) samt Bo Ljungberg. Den sistnämnda mest känd för sin tid med Örebro SK.
Damfotbollslaget spelade fem säsonger i Sveriges högsta division under perioden 1978-1982.

## Ishockey
Ishockeylaget spelar 2020/21 i division 2. Hemmahall är Sydnärkehallen. Kändaste hockeyspelare med IFK Hallsberg som moderklubb är Johan Ryno. A-laget spelade tre säsonger i Division 1 2001/2002, 2002/2003 och 2003/2004. Främsta placeringen nådde man 2003 då man slutade på en andraplats i Division 1 Västra B och sedan på en femteplats i Allettan Västra.